# Al-Mansur bi-llah
al-Manṣūr bi-llāh (Arabo المنصور بالله; Raqqada, 913 – Mahdia, 18 marzo 953) è stato il terzo Imam della dinastia fatimide.
Abū Ṭāhir Ismāʿīl, il cui laqab fu al-Manṣūr bi-llāh, cioè "Il reso vittorioso da Allah, succedette a suo padre al-Qa'im bi-amr Allah nel 946 e regnò fino alla sua morte.

## Storia
Figlio di al-Qăʾim e di una sua concubina di nome Karīma, che aveva già fatto parte dell'harem dell'Emiro aghlabide Ziyadat Allah III, Ismāʿīl divenne Imam in un momento di massimo pericolo per la dinastia fondata da suo nonno ʿUbayd Allāh al-Mahdī.
Nel giovanissimo Imamato ismailita, era in corso infatti una pericolosa rivolta (943-947) di stampo kharigita guidata da Abu Yazid ("Quello dell'asino"), che aveva inflitto diverse sconfitte ai Fatimidi e che si alimentava con il pensiero kharigita, tradizionalmente assai forte tra i  Berberi ifriqiyani, per il suo messaggio "democratico", di chiara impostazione anti-araba.
Per contrastare questo pericolo mortale, Ismāʿīl cercò e ottenne il valido sostegno dei berberi Ziridi, da sempre puntello fondamentale della dinastia ismailita. 
Fu grazie al fatto di aver infine prevalso sui suoi nemici che Ismāʿīl ricevette l'appellativo onorifico di al-Manṣūr, grazie al quale la sua nuova residenza prese il nome di al-Manṣūriyya, presso Qayrawan.
Lo scampato pericolo consentì ad al-Manṣūr di riprendere le sue ostilità più o meno sotterranee contro gli Omayyadi di al-Andalus e quelle ben più aperte contro l'Ikhshididi Egitto, riuscendo inoltre a riprendere possesso della Sicilia, perduta nel corso della guerra che i Fatimidi condussero contro gli Aghlabiti e nei primi della guerra civile, alla guida della quale consentirono un'amministrazione coordinata da un Emiro locale: quella dei Kalbiti.
Nel 946 fece partire la costruzione della città di al-Mansuriyya, che divenne la nuova capitale dell'imamato, in sostituzione di Mahdia. 
Una delle realizzazioni di cui poté menare maggior vanto agli occhi di tutti i musulmani fu l'ordine dato (ed eseguito) nel 951 al carmata Ahmad al-Jannabi di ricollocare al suo posto la Pietra Nera, strappata dal suo angolo della Kaʿba dal padre di Ahmad, Abu Tahir al-Jannabi, quando aveva devastato La Mecca, a causa della sua particolare avversione nei confronti di qualsiasi forma di culto che egli e i suoi seguaci interpretavano come litolatria.
Tale risultato fece guadagnare enorme consenso alla dinastia fatimide in tutta la Dār al-Islām, umiliando al contempo la dinastia abbaside, per conto della quale i suoi "tutori" Buwayhidi avevano inutilmente tentato di riscattare la sacra reliquia per affermare l'universalismo del califfato di Baghdad, avvilendo le pretese rivali degli Omayyadi andalusi e dei Fatimidi.
Al-Manṣūr morì di malattia ad appena 40 anni e lasciò l'Imamato nelle mani del suo capace figlio al-Mu'izz li-din Allah (reg. 953-975).